# Adenolobus
Adenolobus é um género botânico pertencente à família Fabaceae.

## Espécies
Apresenta quatro espécies:
- Adenolobus garipensis
- Adenolobus mossamedensis
- Adenolobus pechuelii
- Adenolobus rufescens